# 瑞士基督教民主人民黨
瑞士基督教民主人民黨（德語：Christlich Demokratische Volkspartei der Schweiz），簡稱瑞士基民黨，是一個瑞士基督教民主主義政黨，為歐洲人民黨觀察員。

## 歷史
瑞士基民黨原先是1848年一群反對「激進派」（現今的瑞士自由民主黨）的保守派人士，最早的前身政黨是瑞士保守主義人民黨（Schweizerische Konservative Volkspartei），成立於1912年，於1957年改名為保守基督教社會主義人民黨（Konservativ-Christlichsoziale Volkspartei）；到了1970年，才再度轉變成為現在的名稱。
2003年議會選舉，基民黨選舉失利，瑞士聯邦委員會由2席減至1席。

## 外部連結
- 瑞士基督教民主人民黨 （页面存档备份，存于）